# Re (Norvegia)
Re este o comună din provincia Vestfold, Norvegia.